# Gil (Buenos Aires)
Gil es un paraje rural del Partido de Coronel Dorrego, en la Provincia de Buenos Aires, Argentina.

## Ubicación
Se encuentra a 40 km al sudeste de la ciudad de Coronel Dorrego, a través de un camino rural que se desprende de la Ruta Nacional 3.

## Historia y población
La habilitación de la estación ferroviaria del ramal Defferrari - Coronel Dorrego del Ferrocarril del Sud en 1929, dio lugar a la formación del pueblo. La posterior clausura de 1961 de los servicios ferroviarios provocó la declinación demográfica.
En los últimos censos de 2001 y 2010 fue censado como población rural dispersa.